# Slagsmålsklubben
Slagsmålsklubben (често се съкращава като SMK) е електронна/битпоп/синтпоп група от Норшьопинг, Швеция.
Името на групата е буквалният превод на заглавието на американския игрален филм „Fight Club“, известен в България като „Боен клуб“, и по-точно се превежда като Бойният клуб. Има издадени три студийни албума. Странични проекти на членове на формацията са 50 Hertz и Häxor och porr. Slagsmålsklubben е включена и в компилацията на Бьорк „Army of Me: Remixes and Covers“.
Членове на групата са Бьорн Нилсон, Ханес Стенстрьом, Йоаким Нибом, Йони Мелки, Ким Нилсон и Фрей Ларсон. Повечето от членовете на Slagsmålsklubben имат собствени странични проекти, в които най-често продължават да създават електронна музика.
През 2005 групата се мести от Норшьопинг в Берлин, за да бъде по-близо до динамично развиващата се европейска сцена за електронна музика. Към юли 2008 единствено Ким Нилсон живее постоянно в Германия, докато останалите членове са останали в Швеция.

## История
За рождена дата на групата Slagsmålsklubben се приема 2 ноември 2000, когато бившите членове на прогресив рок бандата The Solbrillers Йоаким Нибом, Бьорн Нилсон и Йони Мелки решават да създадат собствена музикална формация. Идеята за създаване на синтпоп група изниква съвсем случайно по време на репетиция, на която вокалистът не се появява и останалите членове решават да експериментират. Тримата записват няколко песни с помощта на стария синтезатор на Йони и след като остават доволни от резултат решават да сформират Slagsmålsklubben.
През 2001 към групата се присъединява Ханес Стенстрьом. Две години член става и Фрей Андесон, а през 2004 се включва и последният член от сегашната формация на Slagsmålsklubben Ким Нилсон.

## Дискография

### Албуми
- „Den svenske disco“ (10 юни 2003)
- „Sagan om konungens årsinkomst“ (15 октомври 2004)
- „Boss for Leader“ (11 април 2007)

### Сингли
- „Hit me hard“ – макси сингъл (2004)
- „Den officiella OS-låten“ – макси сингъл (2004)
- „Malmö Beach Night Party“ – макси сингъл (2007)